# Veliki skok naprej
Veliki skok naprej (大躍進T, 大跃进S, DàyuèjìnP) je bila gospodarska in socialna kampanja, ki jo je vodila Komunistična partija Kitajske (KPK) od leta 1958 do 1962. Kitajski komunistični voditelj Mao Cetung je sprožil kampanjo za obnovo države iz agrarnega gospodarstva v komunistično družbo z oblikovanjem ljudskih komun. Mao je odredil povečana prizadevanja za pomnoževanje pridelka žita in speljevanje industrije na podeželje. Lokalni uradniki so se bali protidesničarske kampanje in so tekmovali pri izpolnjevanju ali prekomernem izpolnjevanju kvot, ki so temeljile na Maovih pretiranih trditvah, z zbiranjem "presežkov", ki v resnici niso obstajali, in so kmete pustili stradati. Višji uradniki si niso upali poročati o gospodarski katastrofi, ki jo je povzročila ta politika, nacionalni uradniki, ki so za upad proizvodnje hrane krivili slabo vreme, pa so ukrepali le malo ali pa nič. Veliki skok naprej je povzročil na desetine milijonov smrtnih žrtev, z ocenami, ki se gibljejo med 15 in 55 milijoni smrti, zaradi česar je bila velika kitajska lakota največja lakota v človeški zgodovini.
Glavne spremembe v življenju podeželskih Kitajcev so vključevale postopno uvedbo obvezne kmetijske kolektivizacije. Zasebno kmetovanje je bilo prepovedano, tisti, ki so se z njim ukvarjali, pa so jih označili za kontrarevolucionarje in jih preganjali. Omejitve na podeželju so bile uveljavljene z javnimi sestanki boja in družbenim pritiskom, čeprav so ljudje izkusili tudi prisilno delo. Industrializacija podeželja, ki je bila uradno prednostna naloga kampanje, je bila "njegov razvoj ... prekinjena zaradi napak velikega skoka naprej". Veliki skok je bil eno od dveh obdobij med letoma 1953 in 1976, v katerih se je kitajsko gospodarstvo skrčilo. Ekonomist Dwight Perkins trdi, da so "ogromne količine naložb povzročile le skromno povečanje proizvodnje ali pa ga sploh niso... Skratka, Veliki skok je bil zelo velika katastrofa".
Leta 1959 je Mao Cetung prepustil vsakodnevno vodstvo pragmatičnim zmernikom, kot sta Liu Shaoqi in Deng Šjaoping, KPK pa je preučevala škodo, povzročeno na konferencah v letih 1960 in 1962, zlasti na "konferenci sedem tisoč kadrov". Mao se ni umaknil od svoje politike in je namesto tega za težave krivil slabo izvajanje in "desničarje", ki so mu nasprotovali. Leta 1963 je sprožil Socialistično izobraževalno gibanje in leta 1966 še dodatno Kulturno revolucijo, da bi odstranil opozicijo in ponovno utrdil svojo oblast. Poleg tega se je leta 1975 (pod vplivom tajfuna Nina) zrušilo na desetine jezov, zgrajenih v mestih Zhumadian, Henan, in povzročilo propad jezu Banqiao leta 1975, pri čemer je bilo ocenjeno število smrtnih žrtev med deset tisoč in 240.000.

## Ozadje
Ideja za velik preskok naprej je bila napoved kitajskega predsednika Maa Cetunga, da prej uporabljen stalinistični model industrijskega razvoja (natančneje petletni načrt 1953–1957) ne ustreza kitajskim razmeram. Mao je že novembra 1957 na konferenci komunističnih držav v Moskvi izrazil mnenje, da je Kitajska sposobna v petnajstih letih po industrijski proizvodnji prehiteti Združeno Kraljestvo. Ti dogodki so sovpadali s sporom med Maom Cetungom in Nikito Hruščovom zaradi Hruščovega tajnega govora, na katerem je ta razkril in obsodil zločine, ki jih je storil pokojni sovjetski predsednik Josif Stalin ter sprejetje manj zatiralske sovjetske politike, kar Mau ni bilo všeč in je vse to vodilo v kitajsko-sovjetski razkol. To je pomenilo ideološko osnovo za odmik od sovjetskih projektov, zlasti ker je Mao takrat začel oblikovati lastne teorije o nenehni revoluciji in nenehnem razrednem boju (kar je napovedovalo protidesničarsko kampanjo), na gospodarskem področju pa mobilizacija množic, da bi hitro prešli v komunizem. 
Na drugem zasedanju 8. kongresa KPK maja 1958 je bila Maova politika treh rdečih praporjev uradno potrjena. Kitajska naj bi storila nenaden prehod naravnost v komunizem, katerega osnovni ukrep naj bi bila druga petletka, načrtovana za leta 1958–1963, znana kot veliki preskok naprej. Temeljno vlogo pri velikem preskoku naj bi imele od aprila 1958 ustanovljene samozadostne, ogromne ljudske komune, odgovorne za vsa področja življenja na podeželju, od kmetijstva do šolstva in vojaških zadev. Po vsej državi je bilo ustanovljenih 26.000 komun. Izvedbo velikega preskoka naprej je spremljal močan propagandni stroj; Na straneh časopisa Hongqi je Chen Boda pozval k ukinitvi denarja, na partijskem zasedanju v Beidaiheju avgusta 1958 pa je bilo objavljeno, da se prehod v komunizem na Kitajskem bliža.Predloga:Odn
Po načrtih velikega preskoka naprej naj bi Kitajska do leta 1962 izkopala 700 milijonov ton premoga (leta 1957 130 milijonov), proizvedla 80–100 milijonov ton jekla (5,3 milijona leta 1957), 525 milijonov ton žita (leta 1957 170 milijonov) in 200 milijard kWh električne energije (1957 milijard).Predloga:Odn

## Izvedba
V načrtovanju velikega preskoka niso bili vključeni nobeni ekonomisti ali intelektualci, ker je bilo nekaj sto tisoč kvalificiranih delavcev zaradi protidesničarske kampanje (1957–1958) že označenih za sovražnike ljudstva. 
Največji pomen so pripisovali taljenju jekla, ki se je začelo v ljudskih občinah s taljenjem v domačih in tovarniških fužinah. Kakovost jekla, proizvedenega v kmečkih razmerah, je pustila veliko želenega: pravzaprav ni bilo topljeno jeklo, temveč lito železo slabe kakovosti, ki je zaradi svoje krhkosti postalo neprimerno za gradnjo, izvoz in industrijski razvoj. Da bi povečali proizvodnjo, so pretopili celo ročaje in poljedelsko orodje, ogromno kmetov pa poslali na delo na podeželje, kar jih je odvrnilo od dela na polju. Že v drugi polovici leta 1958 se je s taljenjem jekla ukvarjalo 90 milijonov ljudi, ob koncu velikega preskoka pa se je to število povečalo na 100 milijonov. 20 milijonov ljudi je bilo preseljenih iz mest na podeželje. Ogromne površine gozdov so bile izkrčene za potrebe po lesu za pečeh. V drugi polovici leta 1958 so kmečki polki, organizirani kot vojaške enote, izvedli obsežna dela v zvezi z izsuševanjem močvirij, gradnjo nasipov in namakalnih kanalov po vsej državi. 
Pošiljanje kmetov na taljenje jekla in rekviriranje kmetijskega orodja, da bi ga stopili, je skupaj s programom brezplačne hrane v skupnih menzah hitro povzročilo katastrofalno lakoto. Vodstvo je predlagalo rešitve, ki so zahtevale gosto setev in 60 cm globoko oranje (kar je vodilo v erozijo tal), ter v okviru akcije za boj proti štirim škodljivcem (ki povzročajo mrčesovo kugo), kar je vodilo le do poslabšanje krize. Leta 1958 je bil pridelek še dober (250 milijonov ton), vendar je zaradi pomanjkanja delovne sile za delo na polju večina nepobranega žita segnila na mestu.

## Slabšanje gospodarskega načrta
Že v začetku leta 1959 so bili že vidni obsežni znaki krize. Zavedajoč se tega, je kitajski diktator Mao Cetung konec aprila brez oglaševanja prepustil naslednje politične naloge Liu Shaoqiju. Julija, na 8. plenumu centralnega komiteja KPK v Lushanu, je maršal Peng Dehuai, najprej zadržano, nato pa še osebno, obsodil gospodarsko politiko velikega preskoka naprej. Mao je sprva ponudil samokritiko in priznal svojo napako. Ko pa je pretehtal Pengovo kritiko zaradi poskusov njegove odstranitve z oblasti, je maršala obtožil protistrankarskih dejavnosti in Mao je nato ukazal, naj se ga odstrani s položaja in pospeši veliki preskok naprej. Zmagoslavno je bilo napovedano, da se bo industrijska proizvodnja do konca leta povečala za 131 %, vsaka kritika politike velikega preskoka naprej pa je bila tedaj nemogoča. Vendar pa je pospeševanje velikega preskoka naprej vodilo h katastrofi.

## Padec gospodarskega načrta
V letu 1960 se je kriza že zelo razširila, spodbujale pa so jo kitajske komunistične oblasti, ki so pobirale obvezne davke na letino prejšnjega leta. Visok davek (15 %) je bil obračunan glede na načrtovano in ne dejansko letino, zato se je končalo z zaplembo vse hrane. Obupani in sestradani kmetje so zaradi lakote začeli jesti podgane, listje in lubje z dreves. Ker je vsaka smrt povzročila zmanjšanje obrokov v menzi, oblasti o smrtnih ljudi niso bile obveščene. Kljub temu so obroke v menzah postopoma zmanjševali in uvajali »nadomestno hrano« npr. v obliki papirne mase. Krajo hrane so kaznovali z usmrtitvijo. Marsikje so se kmetje pridružili skupinam, ki so napadale vlake s hrano in na vsak način poskušale priti do hrane. Med največjimi upori sta bila upor z 800 kmeti v Jieyangu v provinci Guangdong marca 1960 (polovica jih je umrla med spopadi z vojsko) in poskus upornikov, da napadejo mesto Zhangde v provini Hunan, maja 1961. Razmere na celinski Kitajski je poskušal izkoristiti Čang Kajšek v Tajvanu tako, da je spomladi 1962 poslal komandose v provinco Fujian. Kljub poskusom pa jim ni uspelo spodbuditi prebivalstva k vstaji, ki naj bi Čangu zagotovila pot za vrnitev na celinsko Kitajsko.
Število smrtnih žrtev zaradi lakote, ki je nastala kot posledica velikega preskoka naprej, ni znano. Po besedah Wanga Ruoshuija s Kitajske akademije znanosti je umrlo najmanj 10 milijonov ljudi. John King Fairbank v svoji knjigi Kitajska: Nova zgodovina navaja število žrtev od 20 do 30 milijonov. Jasper Becker, avtor monografije, posvečene velikemu preskoku naprej, število žrtev ocenjuje na več kot 43 milijonov.
Namesto, da bi poskušal rešiti problem, je Mao zanj krivil protirevolucionarje in jih lažno obtoževal, da so kradli in delili žito. Oblasti so prikrivale resnico o razmerah na podeželju, in ko je ni bilo več mogoče prikriti, so uradno objavili, da je lakota posledica naravnih nesreč. Šele leta 1962 je bilo iz tujine kupljenih 6 milijonov ton žita, večina pa je bila poslana v mesta.

## Posledice
Konec leta 1960 je kmetijska proizvodnja v primerjavi z letom 1958 upadla za 75 %, težka industrija za 47 % in lahka industrija za 22 %. Tudi zunanja trgovina je popolnoma propadla, februarja 1962 je proračunski primanjkljaj znašal 2 milijona juanov. V vaseh je bilo ogromno neuporabnega, nizko kakovostnega jekla, ki so ga kasneje dolga leta uporabljali.
V vodstvu partije so se zaostrile negativne kritike do velikega preskoka naprej. Zaradi neuspelih načrtov in velikega števila mrtvih so začeli kritizirati Maovo politiko, zaradi česar se je Mao umaknil iz javnosti, čeprav je uradno ostal predsednik države. Leta 1961 se je skupina, ki je vključevala Lia Shaoqija, Chena Yuna in Denga Šjaopinga začela izvajati reforme, da bi popravila napake, ki jih je povzročil veliki preskok naprej. Do leta 1965 je trajalo obdobje obnova gospodarstva, ki je prineslo izjemno dobre rezultate. Začelo se je obnavljanje občin, izboljšalo se je poljedelstvo, iz težke industrije so bila dodeljena sredstva za nakup strojev za kmetijstvo in lahko industrijo. V letih 1963–1964 se je raven kmetijske proizvodnje vrnila na raven iz leta 1958.
Kitajski diktator Mao je v strahu pred izgubo oblasti začel z ideološko in propagandno vojno proti politiki gospodarske regulacije in njenim zagovornikom. To se je nadaljevalo vse do leta 1966, ko se je Mao vrnil v politično javnost in sprožil kulturno revolucijo, da bi zatrl svoje politične nasprotnike, kar je pripeljalo do še več milijonov mrtvih.